# توزيع غاما
في نظرية الاحتمالات والإحصاء، توزيع غاما توزيع احتمالي مستمر والاسم مشتق من اسم الدالة الرياضية غاما التي تظهر في معادلاتها. ويعد توزيع إيرلانج حالة خاصة من توزيع غاما عندما K= عدد صحيح. ويستعمل توزيع غاما في قياس المهل الزمنية كمأمول العمر وأوقات الانتظار لدى المطاعم أو مكاتب الخدمات وحتى حجز قنوات الاتصال.

## الخواص

### دالة الكثافة
دالة كثافته الخاصة بتوزيع غاما تعطى بالشكل التالي:
{\displaystyle f(x;k,\theta )=x^{k-1}{\frac {e^{-x/\theta }}{\theta ^{k}\,\Gamma (k)}}{\text{ for }}x\geq 0{\text{ and }}k,\theta >0.\,}
حيث {\displaystyle \Gamma } هي دالة غاما وk وθ موجبتا القيمة.

### دالة التوزيع
دالة التوزيع التراكمي لمتغير عشوائي يتبع توزيع غاما تعطى بالشكل التالي:
{\displaystyle F(x;k,\theta )=\int _{0}^{x}f(u;k,\theta )\,du={\frac {\gamma (k,x/\theta )}{\Gamma (k)}}\,}
حيث {\displaystyle \gamma (k,x/\theta )} هي دالة غاما المنقوصة الدنيا.

## وصلات داخلية
- توزيع احتمال
- توزيع غاما المعمم